# 谢克西
谢克西（1917年—1989年8月22日），原名谢熙民，曾用名谢克，江苏泰兴人，中华人民共和国地方干部、外交官。

## 生平
1938年，谢熙民参加革命工作。1939年3月，加入中国共产党。谢熙民历任中共泰兴县工委组织部部长、县委组织部部长、县委书记，黄桥中心县委组织部部长，靖江县委书记。1940年后，已改名谢克，进入苏中抗日根据地工作，与另一位谢克先后任苏中第一地委组织部部长。据说根据姬鹏飞提议，原来在东边工作的谢克改名谢克东，在西边工作的谢克改名谢克西。历任苏中第三地委组织部部长兼城工部部长，苏中区党委民运部副部长，华中第一地委副书记，苏北泰州地委书记，盐城地委书记兼军分区政委。
1952年后，谢克西历任中共江苏省委委员，江苏省总工会主席、党组书记，江苏省科委党组书记兼中国科学院江苏分院党组书记等职，当选中共八大代表。1959年9月至1966年5月，任江苏省第一届科协主席。后奉调外交部。
1962年9月，出任中华人民共和国驻锡兰大使。1965年12月，自驻锡兰大使离任。1975年3月，出任首任中华人民共和国驻尼日尔大使。
1989年8月22日，谢克西在北京逝世，终年72岁。